# 레미제라블 (1982년 영화)
《레미제라블》(영어: Les Misérables)는 1982년에 개봉한 1862년 프랑스의 소설가 빅토르 위고가 쓴 동명의 장편 소설을 영화화 하였다.

## 출연
- 리노 벤추라 - 장발장
- 미셀 부케 - 자베르
- 크리스티안 진 - 코제트
- 프랭크 데이빗 - 마리우스
- 에블린 부아 - 판틴
- 캔디스 파투 - 에포닌

## 한국판 성우진

### SBS (1995년 12월 25일)
- 김현직 - 장발장(리노 벤추라)
- 이완호 - 자베르(미셀 부케)
- 성유진 - 코제트(크리스티안 진)
- 홍성헌 - 마리우스(프랭크 데이빗)
- 강희선 - 판틴(에블린 부아) / 에포닌(캔디스 파투)
- 황원 - 포슈르방(폴 프레부아)
- 임종국 - 미리엘 주교(루이스 시너) / 질노르망(페르낭 르두)
- 김민규 - 재판장(르네 고근)
- 정민희 - 감독관(로즈 티에리)
- 김숙 - 원장 수녀(마틴 파스칼)
- 김정희 - 마리우스의 고모(나탈리 네르발)
- 최옥희 - 테나르디에 부인(프랑수아즈 세니에르)
- 이종오 - 테나르디에(장 카르메)
- 유해무 - 코슈파유(자크 브레쿠르)
- 신흥철 - 독수리(토니 주드리에) / 슈닐디외(도미니크 자르디)
- 장승길 - 브르베(레이우드 스튜더)
- 이윤연 - 바오넬(크리스토퍼 오덴트) / 변호사(장 피에르 베르나르)
- 유동현 - 코어페이락(로빈 레누시)
- 김영훈 - 앙졸라(에르베 푸릭)
- 지미애 - 가브로쉬(알렉상드르 타마르)
- 이대영 - 콩브페르(크리스티앙 베네데티)